# Mission Basilic
Cet article possède un paronyme, voir Basilic.
Mission Basilic (titre original : On Basilisk Station) est le premier roman de la série Honor Harrington de  David Weber paru en 1993 puis traduit en français et publié en 1999.
Ce roman suit l’histoire du commander Honor Harrington, commandant le croiseur léger HMS Intrépide, durant sa mission dans le système de Basilic. Bien que le système de Basilic soit devenu un lieu d'affectation de ceux tombés en disgrâce ou des incompétents, Honor est déterminée à accomplir son devoir indépendamment des circonstances. 

## Résumé
Le président héréditaire de la République populaire de Havre Harris discute la situation économique et militaire avec son cabinet ministériel. Le secrétaire à l’économie Frankel présente les dernières projections de l’économie de la république qui sont très mauvaises. Il en blâme le budget naval. L’amiral Parnell précise que la flotte est obligée de contrôler les systèmes récemment conquis. Il blâme les augmentations de l’Allocation de Minimum Vital (AMV) d’être la cause de la situation économique. Frankel répond que les augmentations de l’AMV sont la seule chose qui permet de contrôler le peuple. La discussion résultante mène à la réalisation qu’un revenu supplémentaire est nécessaire au financement de l’AMV et des forces militaires car d’après le plan DuQuesene la source de ce revenu devrait être de nouvelles conquêtes. 
Cependant continuer les conquêtes vers le Sud, vers Erewhon, est rejeté car jugé trop dangereux, la Ligue solarienne pourrait le voir comme une menace. Se déplacer vers l'ouest, vers la Confédération silésienne est vu comme une meilleure option, mais le système de Basilic, contenant un des terminus du trou de ver de Manticore, est sur le chemin de ce mouvement. La décision est prise de prendre le contrôle de ce système contrôlé par le Royaume stellaire de Manticore et l’amiral Parnell est chargé d’élaborer des plans à cet effet.
La commander (capitaine de frégate) Honor Harrington, fraîchement diplômée du Cours de Tactique Avancé de la Marine royale de Manticore, prend le commandement du croiseur léger CL-56 HMS Intrépide après que celui-ci a subi une importante remise en état de son armement.
Jeune officier avec une carrière prometteuse, le plaisir d’Honor pour ce nouveau commandement tourne bientôt à la consternation quand elle s'aperçoit que l’Intrépide a été transformé en banc d'essai tactique pour de nouvelles technologies. Après un succès initial au début des jeux de guerre de la flotte, l’Intrépide subit défaite sur défaite après que les officiers opposants ont conclu que la manière la plus sûre de contrer les armes du croiseur léger est de lui refuser la chance de les employer.
Bannie à la station de Basilic par des officiers désireux de balayer leur prétendue "« arme absolue »" sous le tapis, Honor est bien plus consternée d’apprendre que l'officier commandant assigné au système est son vieux Némésis de l'académie. Le capitaine Lord Pavel Young va tout faire pour la mettre dans une situation où elle sera dans l’impossibilité d’effectuer son devoir: il part immédiatement pour Manticore avec son croiseur lourd, le HMS Sorcier, car celui-ci nécessite une maintenance "urgente", laissant Honor et l’Intrépide, seule unité de la FRM dans le système, responsable de la sécurité du système de Basilic et de sa seule planète habitée, Méduse. Ainsi, si à cause des exigences de surveillance, largement contradictoires, l’Intrépide manque à son devoir, ce sera Honor, et non Young, qui sera tenue pour responsable.
Mais c’est compter sans Honor, qui poussant et tirant son équipage, parvient à mener son équipage au niveau de la tâche qui leur est assignée. Grâce à un dur travail et à l'utilisation intelligente des ressources à sa disposition, Honor parvient bientôt à revitaliser la présence de la FRM dans le système de Basilic et à stupéfier les autres personnels de Manticore affectés au système. Les personnels de la Jonction et de la mission planétaire, habitués aux incapables habituellement envoyés dans le système, sont enchantés de comprendre qu'ils ont maintenant un officier compétent avec qui travailler. Quoique juste en ressources et en personnel pour assurer correctement toutes les obligations de leur devoir dans le système de Basilic, l’Intrépide et Honor font face aux circonstances comme il se doit aux officiers de la Reine.
Et ce n’est pas trop tôt, car la République populaire de Havre, nation stellaire expansionniste lentement étranglée par sa propre politique économique depuis plus d’un demi-siècle, a commencé à s’intéresser au Royaume stellaire de Manticore. Le plan de conquête monté par Havre commence par un coup de force contre Basilic ; en entraînant les indigènes non humains dans une frénésie de massacres généralisés, Havre se fournirait un prétexte pour intervenir et prendre le contrôle du système avant que Manticore ne puisse répondre. Ceci mènerait par la suite à une étape logique qui est l'invasion de Manticore par les deux terminus de jonction que Havre contrôlerait ainsi : l’Étoile de Trévor et donc Basilic.
Mais Honor et le personnel planétaire de Manticore découvrent des parties du plan, puis analysant et assemblant correctement les fragments d'information, Honor en déduit les intentions de Havre et ne se retrouve avec d’autre choix que d’agir ou de se retirer tandis que Havre entre en position de lancement pour une invasion. Honor mène l’Intrépide et son équipage dans un engagement désespéré contre un Navire-Q havrien en fuite. Surpassé en tout sauf en courage, l’Intrépide est sévèrement touché pendant la chasse, et souffre de pertes importantes parmi son équipage. Il parvient finalement à amener le navire havrien à une distance suffisamment proche pour pouvoir le détruire avec son fameux armement révolutionnaire et redoutable à faible portée. 
L'Intrépide réussit sa mission désespérée. Manticore renforce le système à temps avant l’arrivée d’une force de Havre qui ne fait, officiellement, que passer. Après des réparations étendues, Honor revient au royaume en héroïne. Promue Capitaine de la liste, Honor reçoit le commandement du nouvellement construit croiseur lourd Intrépide, navire de la classe Chevalier Stellaire, hâtivement renommé pour remplacer le CL-56 trop endommagé lors de l’affrontement de Basilic.

## Les acteurs
Le royaume stellaire de Manticore est en train de développer sa force militaire pour faire face à une guerre plus que probable avec le Havre. Cependant, beaucoup de factions politiques ne croient pas la guerre imminente et gênent les plans du gouvernement, y compris le renfort nécessaire de Basilic. Le gouvernement, dont la majorité est faible, n'a d’autre choix que d’approuver et de laisser Basilic presque sans défense - jusqu'à ce qu’Honor Harrington n’y soit assignée.
La république populaire de Havre constatant que son économie est de plus en plus fragilisée par la politique d’état providence et par un budget militaire important, oblige ses dirigeants à s’occuper de Manticore par tous les moyens nécessaires. La possession du système de Basilic et de son terminus de trou de ver donnerait au Havre un avantage stratégique sur le Royaume stellaire de Manticore.